# UeBB CZm 1/2
Der Dampftriebwagen UeBB CZm 1/2 Nummer 31 der Uerikon-Bauma-Bahn, kurz UeBB, ist ein betriebsfähig erhaltenes historisches Fahrzeug im Bestand der SBB Historic.

## Geschichte
Der 1902 noch durch die Schweizerische Nordostbahn, kurz NOB, bestellte Probewagen Cm 1/2 1, der von der Maschinenfabrik Esslingen mit einem Kessel des Typs Serpollet ausgerüstet war, kam sogleich in den Besitz der SBB und wurde ebenfalls als Cm 1/2 1 bezeichnet. Er kam zeitgleich mit dem ebenfalls als Probewagen beschafften Motorwagen Cm 1/2 11, der mit einem Benzinmotor von Daimler ausgerüstet war, in Betrieb.
Der mit Kohle beheizte Serpollet-Kessel überzeugte nicht im Gegensatz zum Automobil und Nutzfahrzeug-Verkehr sowie dem Strassenbahn-Verkehr im Vollbahneinsatz. Auch wurde bemängelt, dass der kurze Radstand mit dem grossen Überhang einen unruhigen Lauf verursachte. 1907 wurde der Triebwagen an die UeBB verkauft und von dieser ein Kessel System Kittel, analog der KWStE DW 2–6 und 15, eingebaut.
Er wurde 1907 in CZm 1/2 umbezeichnet und erhielt die Nummer 31; diese Kennzeichnung trägt er noch heute. Der Umbau war von Erfolg gekrönt und der Triebwagen war als sparsames Fahrzeug bei der UeBB so oft wie möglich im Einsatz. Anlässlich des Umbaus 1907 wurde auch eine Westinghouse-Luftbremse eingebaut. Davor besass das Fahrzeug mit grösster Wahrscheinlichkeit eine Dampfbremse. Nach dem Umbau 1907 besass das Fahrzeug eine Zugkraft von 1150 kg, was einer Leistung von etwa 73 kW (100 PS) entspricht. Zusammen mit dem 14 t schweren Anhängewagen reichte dies für eine Höchstgeschwindigkeit von 30 km/h. Bei einer Steigung von 10 ‰ wurden noch 15 km/h erreicht. Der Triebwagen ist nach der Liquidation der UeBB an die SBB zurückgegangen und wurde 1950 ausrangiert.
Der CZm 1/2 wurde 1974 anlässlich der Sonderausstellung Triebwagen der Schweizer Bahnen im Verkehrshaus der Schweiz ausgestellt. Von 1979 bis 1980 wurde der Triebwagen in der SBB-Werkstätte Zürich restauriert und ist seither als betriebsfähiges, historisches Fahrzeug bei der SBB eingestellt. Mit Gründung der SBB Historic ging er in deren Besitz über. Seit 2005 wird der Dampftriebwagen durch den Verein Dampfgruppe Zürich betreut und betrieben. Im Normalfall ist der Triebwagen im Depot F in Zürich untergebracht.
Die für die Kittel-Dampftriebwagen mit der Achsfolge A1 bekannte, nicht ganz optimale Gewichtsverteilung und der kurze Radstand sowie dem aus Spargründen nicht allerbestens unterhaltenen Gleiskörper der damaligen UeBB führte dazu, dass der Dampftriebwagen das eine oder andere Mal entgleiste. Andere grössere Zwischenfälle, ausgenommen der am 20. Februar 2016 bei einer Extrafahrt erfolgten Kollision mit einem ins Profil ragenden Schotterwagen, sind nicht überliefert.